# Hesperide

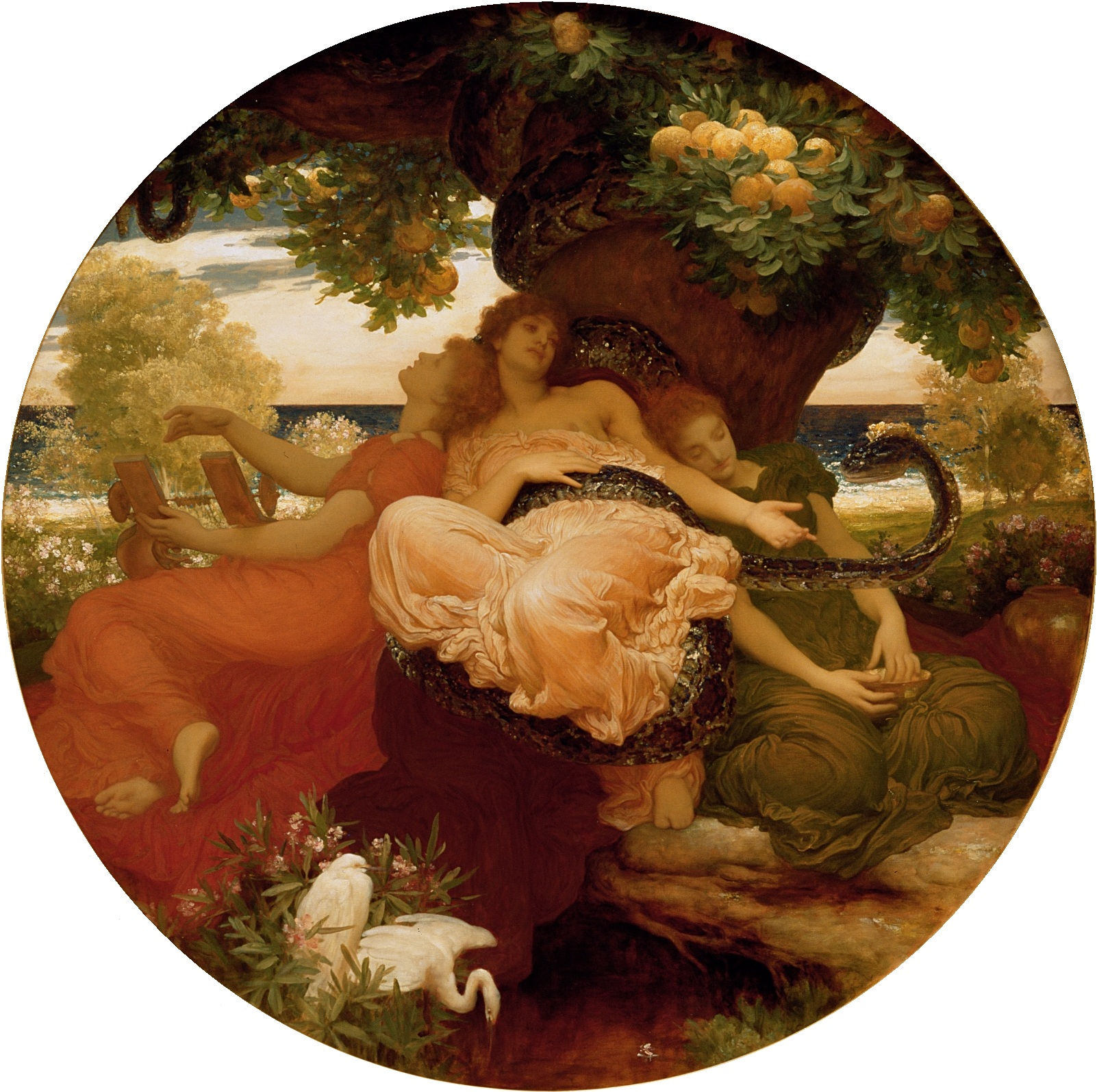
Grădina Hesperidelor

Hesperidele sunt nimfe care locuiesc într-o grădină frumoasă, situată în Munții Arcadiei (Grecia) sau, în alte legende, la extrema vestică a Mării Mediteraneene, lângă Mt. Atlas (de aceea sunt considerate uneori ca fiind fiicele lui Atlas). În această grădină crește pomul care face mere de aur, pom dăruit de Gaia Herei, la nunta sa cu Zeus. Această grădină este păzită de Ladon, un dragon cu o sută de capete. Singurul care a reușit să obțină câteva mere a fost Heracles, care l-a păcălit pe Atlas să le ia pentru el.

### Origine
În funcție de surse, Hesperidele s-au născut din Atlas și Etra, Ceto și Forcus sau Zeus și Themis.
Sunt fie trei (Aretusa, Egle, Hesperia), fie patru (Aretusa, Cirtea, Egle, Hestia), fie șapte (împreună cu Eritia sau Eriteis).
Ele mai sunt numite și Surorile Africane.